# Gobannitio
Gobannitio est un aristocrate arverne, oncle de Vercingétorix qu'il fait chasser de Gergovie lorsque ce dernier commence à vouloir rallier la révolte des Carnutes en -52. Certains ont avancé, mais sans preuve aucune, qu'il aurait élevé Vercingétorix enfant après l'assassinat de son père Celtillos (vers 75 av. J.-C.).
Le nom de Gobannitio contient le gaulois goban qui signifie forgeron et peut être rapproché de Goibniu, le dieu-forgeron des Tuatha Dé Danann de la mythologie celtique irlandaise.
La deuxième partie est plus difficile à comprendre.